# Ferdinand Adams
Ferdinand Adams, surnommé Cassis, né le 3 mai 1903 à Anderlecht (Belgique) et mort le 25 décembre 1985, est un footballeur international belge.

## Biographie
Il a été le premier grand attaquant du Sporting d'Anderlecht dans les années 1920. À cette époque, le club bruxellois faisait encore souvent l'ascenseur entre la D1 et la D2. Il a été 4 fois meilleur buteur en D2.
Il a également joué 23 fois avec les Diables Rouges. Il a été sélectionné pour la Coupe du monde en 1930 à Montevideo où il a joué deux matches. 
Il raccroche les crampons en 1933, à cause de blessures musculaires.
Il effectue ensuite une carrière d'entraîneur au Stade Louvain, au Sporting d'Anderlecht, au Daring de Bruxelles, à l'US Centre et à Uccle Sport.

## Palmarès
- International de 1924 à 1930 (23 sélections et 9 buts marqués)
- Participation à la Coupe du monde 1930 (2 matches joués)
- Meilleur buteur du Championnat de Belgique D2 en 1921 (28 buts), 1924 (41 buts), 1927 (40 buts) et 1929 (42 buts)
- Champion de Belgique D2 en 1924 avec le RSC Anderlecht